# 기독교와 정치
기독교와 정치(Christianity and politics)는 기독교 역사를 통하여 볼 때 복잡한 주제이며, 현대의 기독교 우파와 기독교 좌파에서도 의견의 불일치를 나타내는 주제이다. 기독교와 정치의 관계성에서 깊은 관심과 실천은 다음과 같은 개념에서 나타난다. 기독교 공산주의, 기독교 사회주의, 기독교 아나키즘, 기독교 자유의지론자, 또는 기독교 민주주의이다. 그러나 어떤 기독교인들은 정치나 정부에 참여하는 것에 관심을 갖지 않는다.

## 근거
히브리성경에서는 이스라엘과 유대의 왕들(사울,  다윗, 솔로몬)의 역대기에서 이런 관계가 많이 나타난다. 신약성경에서는 예수의 십자가 처형에서 유대 제사장들과 로마 제국의 권위자들의 관계에서 나타난다.

### 우파
복음주의 기독교안에서 우파들은 정치적인 견해로 낙태, 동성애, 그리고 공교육을 성경에 관점에서 찾으려고 한다.

#### 로마서 13
기독교인들은 국가를 지지하고 사회질서를 유지하기 위하여서는 세속정부의 힘이 필요하다고 인정한다.

### 좌파

#### 사도행전
사도행전에서 성도들이 물건을 서로 공동으로 유통하는 것에서 원리를 찾는다. 기독교사회주의와 기독교 공산주의에 근거를 여기서 본다.

### 무정부주의
국가 공동체의 공통 규범인 헌법이나 법률보다 자신들의 성경과 신을 우선하여 무정부주의로 보일 수 있으나 대개는 세속 권력이 신의 기름 부음으로 세워진 것이라 믿고 권세에 복종하는 경향이 있어 때론 일제강점기나 군사정권에 대한 대한민국 기독교의 대응과 같이 침략적 제국주의 정부나 정통성이 없는 정치권력에 무비판적 지지 현상을 보이기도 한다.

## 기독교 제국
로마 제국의 핍박이 콘스탄티누스 1세에 밀라노 칙령과 함께 끝난다. 기독교 신앙이 로마 제국에 의해서 호감을 갖게된다.

## 같이 보기
- 황제교황주의
- 기독교 공산주의
- 기독교 민주주의
- 기독교 좌파
- 기독교 평화주의
- 기독교 우파
- 기독교 사회주의
- 해방 신학
- 정치신학
- 진보 기독교
- 존 스튜어트 밀
- 존 하워드 요더

## 참고 문헌
- 존 하워드 요더, The Politics of Jesus (1972)
- "Politics", entry in The Oxford Companion to Christian Thought, Adrian Hastings, Alistair Mason, and Hugh Pyper, editors.  (Oxford, 2000) ISBN 0-19-860024-0
- McKendry R. Langley, The Politics of Political Spirituality: Episodes from the Public Career of Abraham Kuyper, 1879-1918 (Jordan Station, Ont.: Paideia Press, 1984) ISBN 0-88815-070-9
- Obery M. Hendricks, Jr., The Politics of Jesus: Rediscovering the True Revolutionary Nature of Jesus' Teachings and How They Have Been Corrupted (2006)
- C.C. Pecknold, Christianity and Politics: A Brief Guide to the History (Cascade, 2010)